# Троллейбусная улица (Чернигов)
Троллейбусная улица (до 2024 года — улица Академика Павлова) (укр. Тролейбусна вулиця) — улица в Деснянском районе города Чернигова. Пролегает от улицы Шевченко до улицы Гетмана Полуботка.
Примыкают переулки и улицы Ивана Ремболовича (переулок Некрасова), Василия Хижнякова, Троллейбусный переулок (Павлова).

## История
Стороженковская улица — в честь украинского писателя Алексея Петровича Стороженко — была проложена в период 1905-1908 года и застроена индивидуальными домами.
В 1940 году Стороженковская улица переименована на улица Академика Павлова — в честь русского и советского учёного Ивана Петровича Павлова.
С целью проведения политики очищения городского пространства от топонимов, которые возвеличивают, увековечивают, пропагандируют или символизируют Российскую Федерацию и Республику Беларусь, 10 июля 2024 года улица получила современное название — из-за расположенного по улице Черниговского троллейбусного управления, согласно Решению Черниговского городского совета № 41/VIII-7 «Про переименование улиц в городе Чернигове» («Про перейменування вулиць у місті Чернігові»). Кроме того, был переименован и переулок Павлова на Троллейбусный переулок.

## Застройка
Парная и непарная стороны улицы заняты усадебной жилой застройкой, учреждениями обслуживания (например, КП «Черниговское троллейбусное управление»), частично многоэтажной жилой застройкой (два 9-этажных дома). Большая часть парной стороны занята территорией КП «Черниговское троллейбусное управление» (улица Шевченко, 50 Б) и котельной.   
Учреждения:
1. дом № 1 — Черниговское учебно-производственное Предприятие Украинского Общества Глухих
2. дом № 13 — КП «Деснянское» (аварийная служба ЖЭКа)

Памятники архитектуры и/или истории:
1. дом № 9 — Особняк (начало 20 века) — предлагается к взятию на государственный учёт

Есть ряд значимых и рядовых исторических зданий, что не являются памятниками архитектуры или истории: усадебные дома №№ 5, 7, 19/2А, 21, 23/97.